# Atticora pileata
Atticora pileata là một loài chim trong họ Hirundinidae.